# サーイマイ区
サーイマイ区（サーイマイく、タイ語: เขตสายไหม）は、タイ王国バンコク都の行政区の一つ。
この行政区は、時計回りに、パトゥムターニー県のラムルークカー郡、クローンサームワー区、バーンケーン区、ラックシー区、ドーンムアン区の5つの行政区に接している。

## 歴史
1997年、サーイマイ区が設立。